# Liberty Bari
Liberty Bari (wł. Liberty Bari Società Sportiva Dilettantistica a r.l.) – włoski klub piłkarski, mający siedzibę w mieście Bari, na wschodzie kraju, grający od sezonu 2019/20 w rozgrywkach Terza Categoria Puglia.

## Historia
Chronologia nazw:
- 1909: Foot-Ball Club Liberty
- 1927: Bari Football Club
- 1928: Unione Sportiva Bari – po fuzji z Ideale Bari
- 1928: klub rozwiązano
- 1944: Polisportiva Liberty
- 1946: klub rozwiązano
- 1952: Football Club Liberty
- 1968: klub rozwiązano – po sprzedaniu tytułu sportowego Liberty Palo del Colle
- 2007: Associazione Sportiva Dilettantistica Liberty Bari 1909
- 2009: Unione Sportiva Dilettantistica Liberty Bari
- 2019: Liberty Bari Società Sportiva Dilettantistica a r.l.

Klub sportowy F.B.C. Liberty został założony w miejscowości Bari w 1909 roku przez zawodników trzeciej drużyny F.B.C. Bari, którzy mieli wielkie ambicje grać w pierwszym składzie. Na początku istnienia zespół brał udział w miejskich i regionalnych turniejach towarzyskich. 24 lipca 1921 roku, podczas zgromadzenia na którym przedstawiono Projekt Pozzo, plan reformy mistrzostw, który przewidywał zmniejszenie mistrzostw Pierwszej Dywizji Północnej do zaledwie 24 uczestników w porównaniu z 64 uczestnikami mistrzostw sezonu 1920/21, 24 największe włoskie kluby odłączyli się od FIGC, tworząc federację (CCI) i mistrzostwo (Prima Divisione, znane również jako Torneo delle 24). Klub zdecydował się przejść do CCI, zajmując w sezonie 1921/22 trzecie miejsce w mistrzostwach Prima Divisione Pugliese. Przed rozpoczęciem sezonu 1922/23 ze względu na kompromis Colombo dotyczący restrukturyzacji mistrzostw, klub został zakwalifikowany do rozgrywek Prima Divisione Pugliese. Po reorganizacji systemu ligi w 1926 i wprowadzeniu najwyższej klasy, zwanej Divisione Nazionale, poziom Prima Divisione został obniżony do drugiego poziomu. 3 lutego 1927 roku zmienił nazwę na Bari F.C., a 27 lutego 1928 klub połączył się z miejscowym rywalem Ideale Bari, przyjmując nazwę U.S. Bari. W sezonie 1927/28 zwyciężył w grupie D Prima Divisione Sud. Następnie klub otrzymał promocję do Divisione Nazionale (D1), ale odmówił awansu i został rozwiązany.
W 1944 roku w pobliżu Bari w miejscowości Rutigliano klub został reaktywowany jako Polisportiva Liberty i startował w sezonie 1944/45 w wojennych mistrzostwach Torneo misto pugliese, zajmując siódmą lokatę.
Po zakończeniu II wojny światowej, drużyna wznowiła działalność i została zakwalifikowana do rozgrywek Serie C, zajmując w sezonie 1945/46 13.miejsce w grupie E Serie C Centro-Sud. Ale potem klub zrezygnował z gry i został rozwiązany.
W 1952 po kolejnej reorganizacji systemu lig klub został odrodzony i z nazwą Football Club Liberty startował w Prima Divisione Puglia. W sezonie 1958/59 zespół zajął pierwsze miejsce w grupie A Campionato Dilettanti Puglia (D5). Następnie po wygraniu 0:0, 2:0 z Noicattaro zdobył mistrzostwo Apulii, a potem wyeliminowany w międzyregionalnych finałach po przegraniu 2:0, 0:5 w 1/16 finału z Frattese. W sezonie 1960/61 zwyciężył w grupie B Prima Categoria Puglia i awansował do Serie D (D4). Sezon 1967/68 zakończył na 18.pozycji w grupie H Serie D i został zdegradowany do Prima Categoria Puglia. Jednak klub sprzedał tytuł sportowy Liberty Palo, po czym został rozwiązany.
W 2007 roku klub reaktywowano jako A.S.D. Liberty Bari 1909. Po odkupieniu tytułu sportowego od klubu Calcio Capurso zespół startował w Eccellenza Puglia (D6), zajmując dziesiąte miejsce w sezonie 2007/08. W następnym sezonie 2008/09 awansował na drugie miejsce w Eccellenza Puglia, a następnie wygrał 1:0, 1:0 półfinał z Sogliano, ale przegrał 0:2, 2:1 finał z Ostuni. Przed rozpoczęciem sezonu 2009/10 klub wycofał się z dalszych rozgrywek w mistrzostwach, kontynuując funkcjonowanie jedynie szkółki piłkarskiej. W 2009 został przemianowany na U.S.D. Liberty Bari.
W 2019 roku klub zmienił nazwę na Liberty Bari S.S.D. i w sezonie 2019/20 startował w Terza Categoria Puglia (D9).

## Barwy klubowe, strój
|  |  |

Klub ma barwy biało-niebieskie. Zawodnicy domowe spotkania zazwyczaj grają w pasiastych pionowo biało-niebieskich koszulkach, białych spodenkach oraz niebieskich getrach.

## Sukcesy

### Trofea międzynarodowe
Nie uczestniczył w rozgrywkach europejskich (stan na 31-05-2020).

### Trofea krajowe
| \| \| Zdobyte trofea w rozgrywkach Włoch (stan na: 31-08-2020) \| |                                                          |      |                                              |
| Rozgrywki                                                         | Osiągnięcie                                              | Razy | Sezon(y)                                     |
| · Mistrzostwo                                                     | I miejsce                                                | 0    |                                              |
| · Mistrzostwo                                                     | II miejsce                                               | 0    |                                              |
| · Mistrzostwo                                                     | III miejsce                                              | 2    | 1921/22 (Pugliese), 1924/25 (półfinał B Sud) |
| · Puchar                                                          | zdobywca                                                 | 0    |                                              |
| · Puchar                                                          | finalista                                                | 0    |                                              |
| II liga                                                           | I miejsce                                                | 1    | 1927/28 (D)                                  |
| II liga                                                           | II miejsce                                               | 1    | 1926/27 (D)                                  |
| II liga                                                           | III miejsce                                              | 0    |                                              |
| Włochy                                                            | Zdobyte trofea w rozgrywkach Włoch (stan na: 31-08-2020) |      |                                              |

- Serie C Centro (D3):
  - 13.miejsce (1x): 1945/46 (E)

## Poszczególne sezony

### Rozgrywki międzynarodowe

#### Europejskie puchary
Nie uczestniczył w rozgrywkach europejskich.

### Rozgrywki krajowe
| \| Włochy \| Bilans występów klubu w rozgrywkach piłkarskich Włoch (Stan na 31 sierpnia 2020 r.) \| \| |                                                                                     |        |       |   |   |   |    |    |     |           |        |        |      |
| Poziom                                                                                                 | Rozgrywki                                                                           | Sezony | Mecze | Z | R | P | B+ | B– | Pkt | Lata      | Awanse | Spadki | Naj. |
| I | Prima Divisione Pugliese                                                            | 5      |       |   |   |   |    |    |     | 1921–1926 | 0      | 1      | 3    |
| II | Prima Divisione                                                                     | 2      |       |   |   |   |    |    |     | 1926–1928 | 0      | 1      | 1    |
| III | Serie C Centro                                                                      | 1      |       |   |   |   |    |    |     | 1945/46   | 0      | 1      | 13   |
| IV | Serie D                                                                             | 7      |       |   |   |   |    |    |     | 1961–1968 | 0      | 1      | 3    |
| V | Campionato Dilettanti Puglia, Prima Categoria Puglia                                | 4      |       |   |   |   |    |    |     | 1957–1961 | 1      | 0      | 1    |
| | Puchar Włoch                                                                        | 0      |       |   |   |   |    |    |     |           | 0      | 0      |      |
| Włochy                                                                                                 | Bilans występów klubu w rozgrywkach piłkarskich Włoch (Stan na 31 sierpnia 2020 r.) |        |       |   |   |   |    |    |     |           |        |        |      |

## Struktura klubu

### Stadion
Klub piłkarski rozgrywa swoje mecze domowe na Campo Sportivo Mirko Variato w Bari o pojemności 1000 widzów. Wcześniej grał na stadionach:
- 1909–1925: Campo San Lorenzo
- 1925–1928: Campo degli Sports
- 1944–1945: Campo Antonio Lella
- 1952–196?: Campo degli Sports
- 2007–2008: Stadio della Vittoria
- 2008–2009: Stadio Paolo Poli

### Derby
- SSC Bari
- Ideale Bari
- Audace Taranto
- Pro Italia Taranto